# Café Tacvba
Café Tacvba (anteriormente chamado de Café Tacuba) é um grupo musical de rock alternativo radicado no México. Começaram a sua carreira musical em 1989. A banda teve de mudar seu nome para Café Tacvba devido a problemas legais com o Café de Tacuba, tradicional restaurante localizado no centro da Cidade do México.
- Rubén Isaac Albarrán, também conhecido como "Juan", "Pinche Juan", "Cosme", "Anónimo", "Nrü", "Amparo Tonto Medardo In Lak’ech" (ou "At Medardo ILK"), "G3", "Gallo Gasss", "Élfego Buendía", "Rita Cantalagua", and "Sizu Yantra". (voz e guitarra)
- Emmanuel "Meme" del Real (teclado, violão, piano, programador de música, voz, melotron)
- Joselo "Oso" Rangel (guitarra e violão, voz)
- Enrique "Quique" Rangel (baixo e contrabaixo, voz)

Alejandro Flores, intérprete de música folclórica, é considerado o quinto Tacvbo. Tocou violíno em quase todos os concertos do Café Tacvba desde 1994. Também, desde Turnê Del Vale Callampa Vale Callampa, Luis "El Children" Ledezma toca a bateria em todos os concertos mas não é considerado um membro oficial da banda.
Contribuíram para as trilhas sonoras de filmes como Amores perros, Y tu mamá también, Crónica de un Desayuno, Piedras Verdes e Vivir Mata; assim como para discos de tributo a José José e Los Tigres del Norte. Café Tacvba também colaboraram com artistas como Plastilina Mosh, Kronos Quartet, David Byrne, Celso Piña, Inspector, El Gran Silencio e Ofelia Medina,  e recentemente com Incubus, Beck, Enanitos Verdes, Gustavo Cerati e Los Tres. Rubén também tem participação no disco Carnaval na Obra, do Mundo Livre S.A. Em 2008 a música Volver A Comenzar foi tema do jogo LittleBigPlanet.
A música do grupo, de acordo com alguns críticos, é eclética: "Chilanga banda" (composição de Jaime López) tem ritmos de rap e faz uso do jargão da capital mexicana; "El fin de la infancia" utiliza instrumentos metálicos de vento e ritmo ska e "Desperté" tem melodias parecidas com as das novelas. Sua música foi influenciada em grande parte pela música folclórica da população indígena do México, mas também por outras bandas mexicanas e do Estados Unidos.
Provavelmente a característica mais distintiva de sua música é a voz anasalada de Albarrán, que, combinada com sua grande capacidade pulmonar (demostrada na canção "La ingrata"), marca um som distintivo, que pode parecer estranho para as pessoas não familiarizadas com o grupo. Cantam em castelhano.
Sérgio Britto, integrante da banda brasileira Titãs, gravou uma versão do single Eres no seu disco solo SP55 lançado em 2010.

## Discografia

### Discos de estúdio
- (1992) "Café Tacuba"
- (1994) "Re"
- (1996) "Avalancha De Éxitos"
- (1996) "Revés/Yo soy"(Melhor Álbum de Rock Latino no Grammy de 1999)
- (2003) "Cuatro Caminos" (Melhor Álbum de Rock Latino no Grammy de 2003).
- (2007) "Sino" (Melhor Canção de Rock e Melhor Canção Alternativa no Grammy de 2008)
- (2012) "El Objeto Antes Llamado Disco"
- (2017) "Jei Beibi"

### Outros discos
- (2001) "El Tiempo Transcurrido" (coletânea)
- (2002) "Vale Callampa (EP)" - Tributo à banda chilena Los Tres
- (2005) "Un viaje" (ao vivo no show de décimo quinto aniversário do Café Tacvba)
- (2005) "MTV Unplugged"

## Projetos alternativos
Emmanuel del Real
- É conhecido na indústria eletrónica mexicana como DJ Angustias e trabalha com Noiselab Collective.
- Também produz bandas como Natalia e La Forquetina.

Joselo Rangel
- Em 2001 lançou seu primeiro disco sólo Oso, produzido por Rubén Albarrán e acompanhado pela banda mexicana Liquits.
- Em 2005 apresenta seu segundo trabalho.  Lejos está gravando no Chile, nos Estúdios Sur, sobre a produção de Álvaro Henríquez (ex-Los Tres e ex-Petinellis) quem também participa tocando violão em todas as faixas do disco.

Rubén Albarrán
- Tocava em uma banda alternativa instrumental chamada ViLLa Jardín até 2001.